# Detlev Neudeck
Detlev Neudeck (* 1. Februar 1956 in Beetzendorf, DDR) ist ein österreichischer Politiker (FPÖ/BZÖ). Neudeck war zwischen 1999 und 2006 Abgeordneter zum österreichischen Nationalrat.

## Ausbildung und Beruf
Detlev Neudeck besuchte von 1962 bis 1966 eine Volksschule in Wien und im Anschluss bis 1970 die evangelische Privatschule am Karlsplatz. Zwischen 1970 und 1974 absolvierte er die Handelsakademie Wien. Danach leistete er seinen Präsenzdienst ab.
Neudeck arbeitete zwischen 1980 und 2003 als Immobilientreuhänder und war von 1989 bis 2003 Vorstand einer Immobilien-AG. 1992 wurde ihm der Berufstitel Kommerzialrat verliehen.

## Politik
Neudeck war von 1974 bis 1980 Landesobmann der freiheitlichen Jugend und von 1990 bis 1997 Landesgeschäftsführer des Ringes freiheitlicher Wirtschaftstreibender (RFW). Seit 1998 ist Neudeck Obmann des RFW Wien. Seit 1995 ist Neudeck zudem Kammerrat der Wirtschaftskammer Wien.
Neudeck war ab 1997 Mitglied der Bezirksparteileitung der FPÖ Wien-Hietzing und ab 1998 auch Mitglied der Landesparteileitung. 1999 wurde er in die FPÖ-Bundesparteileitung gewählt. Neudeck zog am 29. Oktober 1999 für die FPÖ in den Nationalrat ein. Im Zuge der Parteispaltung trat Neudeck am 9. März 2006 aus der FPÖ aus, trat jedoch dem BZÖ zunächst nicht bei. Als Grund für seinen Austritt gab Neudeck an, dass FPÖ-Mitglieder unter Druck gesetzt worden seien und es mit der FPÖ „nicht möglich gewesen sei, die positive Arbeit der Regierung zu transportieren.“ Am 29. Oktober 2006 schied Neudeck, Bautensprecher des Parlamentsklubs, aus dem Nationalrat aus. Neudeck wirkte nach seinem Ausscheiden aus dem Parlament als Bautensprecher für den BZÖ-Parlamentsklub.

## Privates
Detlev Neudeck ist seit 1983 verheiratet. Er hat einen Sohn (* 1985) und eine Tochter (* 1992). Er ist im Besitz des Heurigen Muth in Heiligenstadt.